# Dawid Kort
Dawid Kort (ur. 29 kwietnia 1995 w Szczecinie) – polski piłkarz, występujący na pozycji pomocnika w klubie Świt Skolwin. Wychowanek Pogoni Szczecin, w latach 2013–2016 młodzieżowy reprezentant Polski.